# Výpočet hluku ze silniční dopravy
Výpočet hluku ze silniční dopravy se v České republice provádí podle metodiky, kterou navrhl RNDr. Miloš Liberko. Stanovuje se ze vzorce:
{\displaystyle L_{x}=Y-U}
kde:
- Lx ... základní ekvivalentní hladina
- Y ... pomocná výpočtová veličina
- U ... útlum

## Stanovení pomocné výpočtové veličiny Y
Pomocná výpočtová veličina Y se stanovuje podle vzorce:
{\displaystyle Y=10*log(X)-10,1}
kde:
- Y ... pomocná výpočtová veličina
- X ... výpočtová veličina

## Stanovení výpočtové veličiny X
Výpočtová veličina X se stanovuje podle vzorce:
{\displaystyle X=F1*F2*F3}
kde:
- F1 ... faktor intenzity projíždějících vozidel
- F2 ... faktor podélného sklonu nivelety komunikace
- F3 ... faktor druhu krytu vozovky

### Stanovení faktoru F1
Faktor F1 do výpočtu vnáší vliv intenzit projíždějících vozidel a stanovuje se dle vztahu:
{\displaystyle F1=n_{OAd}*F_{vOA}*10^{\frac {L_{OA}}{10}}+n_{NAd}*F_{vNA}*10^{\frac {L_{NA}}{10}}}
kde:
- nOAd ... denní průměrná hodinová intenzita dopravy osobních vozidel
- FvOA ... funkce závislosti ekvivalentní hladiny akustického tlaku dopravního proudu osobních vozidel na rychlosti dopravního proudu a je dána rovnicemi:

{\displaystyle F_{vOA}=\left\{{\begin{matrix}3,59*10^{-5}*v^{0,8},&{\mbox{je-li skutečná rychlost jízdy }}v\leq 60{km/h}\\2,70*10^{-7}*v^{2},&{\mbox{je-li skutečná rychlost jízdy   }}v>60{km/h}\end{matrix}}\right.}
- LOA ... hladina akustického tlaku A osobních vozidel pro zadaný výpočtový rok – viz tabulka
- nNAd ... denní průměrná hodinová intenzita dopravy nákladních vozidel
- FvNA ... funkce závislosti ekvivalentní hladiny akustického tlaku dopravního proudu nákladních vozidel na rychlosti dopravního proudu a určuje se rovnicemi:

{\displaystyle F_{vNA}=\left\{{\begin{matrix}1,50*10^{-2}*v^{-0,5},&{\mbox{je-li skutečná rychlost jízdy }}v\leq 60{km/h}\\2,45*10^{-4}*{\sqrt {v}},&{\mbox{je-li skutečná rychlost jízdy   }}v>60{km/h}\end{matrix}}\right.}
- LNA ... hladina akustického tlaku A nákladních vozidel pro zadaný výpočtový rok – viz tabulka

| Výpočtový rok | Osobní automobily | Osobní automobily | Osobní automobily | Osobní automobily | Nákladní automobily | Nákladní automobily | Nákladní automobily | Nákladní automobily |
| Výpočtový rok | Dálnice a RS      | I. třída          | II. třída         | III. třída        | Dálnice a RS        | I. třída            | II. třída           | III. třída          |
| ------------- | ----------------- | ----------------- | ----------------- | ----------------- | ------------------- | ------------------- | ------------------- | ------------------- |
| 2005          | 74,6              | 74,8              | 74,9              | 75,6              | 80,9                | 81,1                | 81,4                | 82,4                |
| 2006          | 74,4              | 74,6              | 74,8              | 74,9              | 80,7                | 80,9                | 81,1                | 81,4                |
| 2007          | 74,3              | 74,4              | 74,6              | 74,8              | 80,4                | 80,7                | 80,9                | 81,1                |
| 2008          | 74,1              | 74,3              | 74,4              | 74,6              | 80,2                | 80,4                | 80,7                | 80,9                |
| 2009          | 74,1              | 74,1              | 74,3              | 74,4              | 80,2                | 80,2                | 80,4                | 80,7                |
| 2010          | 74,1              | 74,1              | 74,1              | 74,3              | 80,2                | 80,2                | 80,2                | 80,4                |
| 2011          | 74,1              | 74,1              | 74,1              | 74,1              | 80,2                | 80,2                | 80,2                | 80,2                |

### Stanovení faktoru F2
Faktor F2 ve výpočtu zobrazuje vliv podélného sklonu nivelety. Stanovuje se hodnotou z tabulky:
| Jednosměrná komunikace | Jednosměrná komunikace | Jednosměrná komunikace | Jednosměrná komunikace | Obousměrná komunikace | Obousměrná komunikace |
| stoupající             | stoupající             | klesající              | klesající              | Obousměrná komunikace | Obousměrná komunikace |
| %                      | F2                     | %                      | F2                     | %                     | F2                    |
| ---------------------- | ---------------------- | ---------------------- | ---------------------- | --------------------- | --------------------- |
| s < 1                  | 1,0                    | s ≤ 6                  | 1,79                   | s < 1                 | 1,0                   |
| 1 ≤ s < 2              | 1,12                   | s ≤ 6                  | 1,79                   | 1 ≤ s < 2             | 1,06                  |
| 2 ≤ s < 3              | 1,25                   | s ≤ 6                  | 1,79                   | 2 ≤ s < 3             | 1,13                  |
| 3 ≤ s < 4              | 1,42                   | s ≤ 6                  | 1,79                   | 3 ≤ s < 4             | 1,21                  |
| 4 ≤ s < 5              | 1,60                   | s ≤ 6                  | 1,79                   | 4 ≤ s < 5             | 1,30                  |
| 5 ≤ s < 6              | 1,79                   | s ≤ 6                  | 1,79                   | 5 ≤ s < 6             | 1,40                  |
| s = 6                  | 2                      | s ≤ 6                  | 1,79                   | s = 6                 | 1,50                  |
| s > 6                  | 2,50                   | s > 6                  | 2,50                   | s > 6                 | 2,50                  |

### Stanovení faktoru F3
Faktor F3 vyjadřuje vliv druhu krytu vozovky. Stanovuje se hodnotou z tabulky:
| Kategorie | Kategorie | Druh krytu | F3                            | F3                             |
| Kategorie | Kategorie | Druh krytu | Výpočtová rychlost do 50 km/h | Výpočtová rychlost nad 50 km/h |
| --------- | --------- | --- | ----------------------------- | ------------------------------ |
| A         | a         | Kryt z asfaltového betonu – ABO (do 8 mm)                                                                                      | 1,0                           | 1,0                            |
| A         | a         | Kryt z asfaltového betonu s uzavřeným povrchem                                                                                 | 1,0                           | 1,0                            |
| A         | a         | Litý asfalt hrubozrnný frakce 2–5                                                                                              | 1,0                           | 1,0                            |
| A         | b         | Kryt z asfaltového koberce AKT s přetržitou křivkou zrnitosti do 11 mm (např. typu RUMAC)                                      | 1,0                           | 1,0                            |
| A         | c         | Kryt z asfaltového koberce mastixového střednězrnného (AKMS) do 11 mm nebo jiné koberce se zrnitostí do 11 mm (např. typu ULM) | 1,0                           | 1,1                            |
| A         | d         | Kryt z asfaltového betonu hrubozrnného (ABH) do 16 mm s použitím modifikovaného asfaltu                                        | 1,0                           | 1,1                            |
| A         | e         | Mikrokoberec prováděný za studena se zrnitostí do 8 mm (např. typ GRIPFIBRE)                                                   | 1,0                           | 1,2                            |
| A         | f         | Litý asfalt hrubozrnný frakcí 1–4, 4–8                                                                                         | 1,0                           | 1,3                            |
| B         | a         | Cementobetonový kryt s úpravou povrchu pomocí tažené tkaniny                                                                   | 1,0                           | 1,2                            |
| B         | b         | Cementobetonový kryt s negativním příčným zdrsněním                                                                            | 1,0                           | 1,2                            |
| B         | c         | Cementobetonový kryt s jemným příčným zdrsněním                                                                                | 1,0                           | 1,5                            |
| C         | a         | Kryt z drobné dlažby | 2,0                           | 2,0                            |
| C         | b         | Kryt z hrubé dlažby | 4,0                           | 4,0                            |

## Výpočet útlumu
Pro příslušný úsek komunikace se stanoví kolmá vzdálenost d posuzovaného bodu od osy komunikace.

### Odrazivý terén
Odrazivým terén je například beton, asfalt či vodní hladina.

#### Vzdálenost 0 m
{\displaystyle U=-4,1}

#### Vzdálenost mezi 0 a 8 m
{\displaystyle U=-10*log\left({\frac {8}{d}}\right)}

#### Vzdálenost mezi 8 m (včetně) a 1000 m (včetně)
{\displaystyle U=50,2-{\sqrt {3357,23-911,8*lg(d)}}}

### Pohltivý terén
Pohltivým terénem je kupříkladu tráva, obilí nebo nízké zemědělské kultury. Hodnota H udává výšku posuzovaného bodu nad vozovkou a vždy se pohybuje v rozmezí od 1,5 do 30 m (včetně obou krajních hodnot).

#### Vzdálenost 0 m
{\displaystyle U=8,78*log\left({\frac {H^{2}+6*H+73}{17*H+21}}\right)-4,1}

#### Vzdálenost mezi 0 a 8 m
{\displaystyle U=8,78*log\left({\frac {H^{2}+6*H+73}{17*H+21}}\right)*log\left({\frac {8}{d}}\right)}

#### Vzdálenost mezi 8 m (včetně) a 1000 m (včetně)
{\displaystyle U=8,78*log\left({\frac {d^{2}+H^{2}+6*H+9}{17*H+51}}\right)}